# Igreja Protestante Africâner
A Igreja Protestante Africâner (IPA) — em africâner Afrikaanse Protestantse Kerk, abreviado como APC — é uma denominação cristã reformada fundada em 1987, na África do Sul, por dissidentes da Igreja Reformada Neerlandesa (NGK). As principais causas para a separação foram a influência do liberalismo teológico na NGK, a mudança do posicionamento da denominação sobre o apartheid.

## História
A Igreja Reformada Neerlandesa (NGK) apoiou o apartheid na África do Sul. Consequentemente, foi expulsa da Aliança Mundial das Igrejas Reformadas e do Concílio Mundial das Igrejas. Todavia, em 1986, a denominação declarou-se arrependida por esta conduta e mudou seu posicionamento doutrinário sobre o tema. Desde então, passou a se opor a segregação racial.
Além disso, a denominação permitiu novas visões teológicas sendo influenciada pelo liberalismo teológico. Consequentemente, vários membros se separam e constituíram a Igreja Protestante Africâner (IPA), em 1987.
A nova denominação cresceu constantemente desde então. Na sua fundação a IPA era formada por cerca de 2.000 membros. Em 1983 tinha cerca de 5.000 membros. Em 2004, já estimava 48.489 membros e 241 igrejas.

## Doutrina
A denominação subscreve as Três Formas da Unidade (Confissão Belga, Catecismo de Heidelberg e Cânones de Dort) como seus símbolos de fé. Além disso, reconhece o Credo Niceno-Constantinopolitano, Credo dos Apóstolos e Credo de Atanásio como exposições fiéis das doutrinas bíblicas.